# Smaragdsittich
Der Smaragdsittich (Enicognathus ferrugineus) ist eine Art der Neuweltpapageien. Er kommt in zwei Unterarten nur in Südamerika vor.

## Erscheinungsbild
Der Smaragdsittich erreicht eine Körperlänge von bis zu 37 Zentimetern. Charakteristisch für den Smaragdsittich ist die grüne Gefiederfärbung. Jede einzelne Feder weist einen dunklen Saum auf. Die Stirn und die Zügel sind rotbraun. Der Scheitel ist bläulich überhaucht. Auffallend ist der braunrote Bauchfleck. Die Handdecken und die Handschwingen sind blaugrün. Der Schnabel ist dunkelgrau. Der unbefiederte Augenring ist schwärzlich. Die Iris ist rotbraun. Die Wachshaut ist befiedert.

## Verbreitung und Verhalten

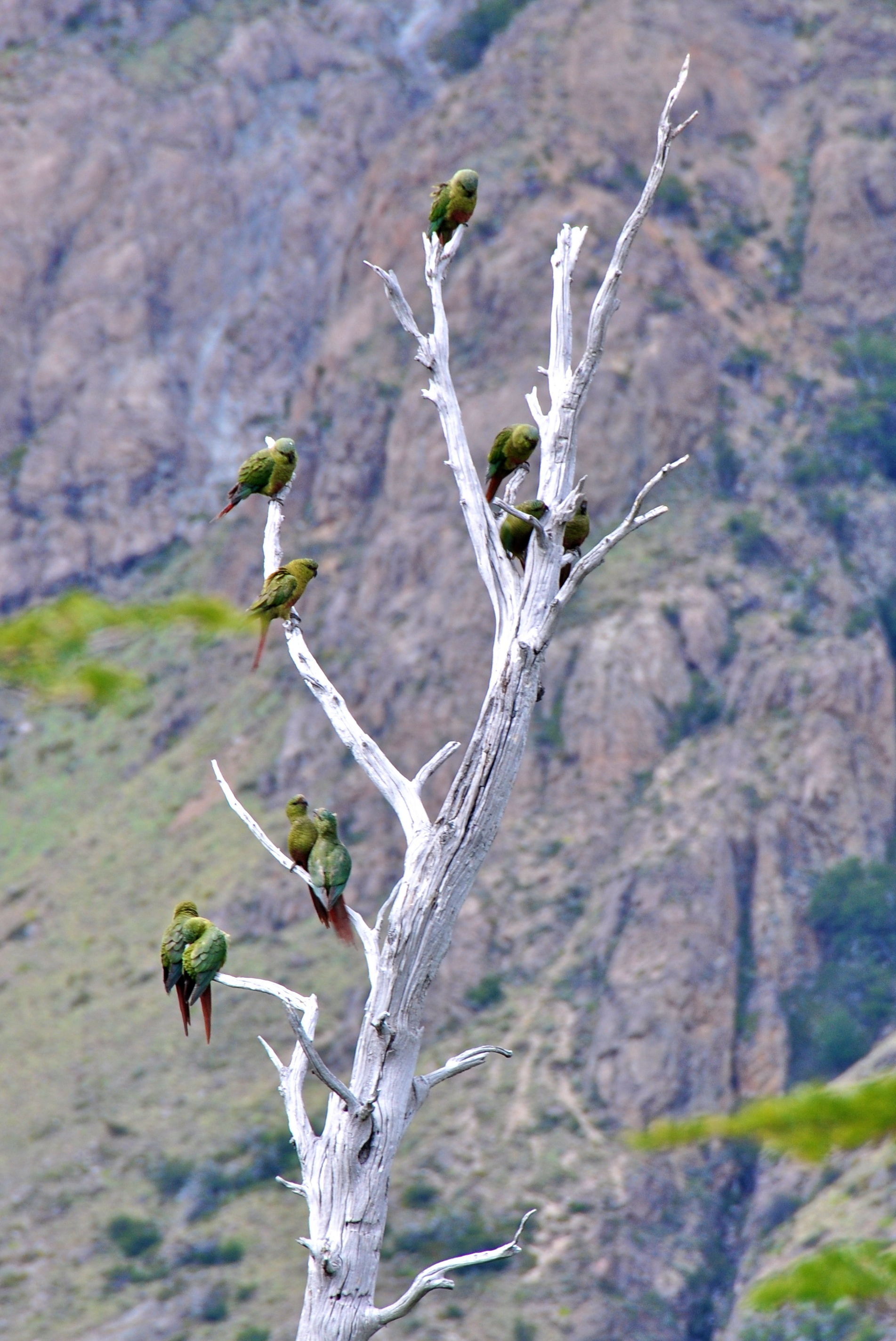
Gruppe Smaragdsittiche im Nationalpark Los Glaciares, (Argentinien)

Der Smaragdsittich hat von allen südamerikanischen Papageien das am weitesten nach Süden reichende Verbreitungsgebiet. Es reicht vom Süden Argentiniens bis nach Tierra del Fuego. In Chile kommt der Smaragdsittich in der Provinz Magellanes vor. Er besiedelt unter anderem auch die Isla Grande am Beagle-Kanal. Hier ist der Smaragdsittich auch ein Zugvogel.

## Belege